# کریس لاینز
کریس لاینز (انگلیسی: Chris Lines؛ زادهٔ ۳۰ نوامبر ۱۹۸۵) بازیکن فوتبال اهل بریتانیا است.
از باشگاه‌هایی که در آن بازی کرده‌است می‌توان به باشگاه فوتبال بریستول راورز، باشگاه فوتبال شفیلد ونزدی، باشگاه فوتبال میلتون کینز دونز، و باشگاه فوتبال پورت ویل اشاره کرد.